# Quartier juif de la vieille ville de Jérusalem
Le Quartier juif est l'un des quatre quartiers traditionnels de la vieille ville de Jérusalem. Il se trouve dans la partie sud-est de la ville et s'étend depuis la porte de Sion au sud puis longe le quartier arménien à l'ouest jusqu'au Cardo au nord et jusqu'au mur occidental et au mont du Temple à l'est.

## Présentation

### Antiquité
Le quartier juif de Jérusalem a eu une histoire riche d'une présence juive presque continue depuis l'Antiquité, bien que l'empereur romain Hadrien ait interdit aux Juifs l'accès à la ville, devenue le casernement de la 10e légion.
La zone dans laquelle se trouve aujourd'hui le quartier juif moderne est la colline ouest de la vieille ville historique, qui a fait partie à deux reprises de la ville fortifiée pré-médiévale : pendant la période du Premier Temple, entre le règne du roi Ézéchias vers 700 avant notre ère et la destruction par Nabuchodonosor II en 586 avant notre ère, et de nouveau depuis la période hasmonéenne jusqu'à la destruction romaine lors du siège de Jérusalem en 70 de notre ère. Cela a été documenté après 1967, alors qu'avant d'être reconstruit, le quartier a été partiellement fouillé sous la supervision du département d'archéologue de l'Université hébraïque.

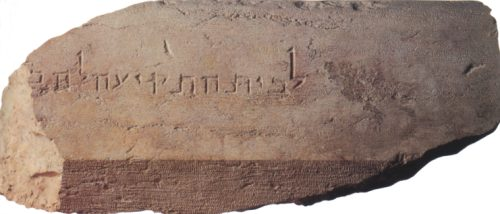
Pierre avec l'inscription en hébreu לכ'תחת'ן'עתלחכ : « endroit pour la sonnerie » (de trompette), issue du Second Temple et trouvée au pied sud du Mont du Temple.

Certains vestiges archéologiques sont laissés in situ ou rendus accessibles, soit dans des parcs extérieurs, soit dans une série de musées installés sous le niveau de la ville actuelle.

### XIXesiècle
Les disciples du Gaon de Vilna font ériger dans le quartier juif la synagogue Beis Yaakov (« maison de Jacob »), en 1864, conçue en style néo-byzantin, et destinée au rite ashkénaze. Les Hiérosolymitains l'appellent la Hourba (« Ruines ») car elle se situe sur un ancien site juif détruit,.

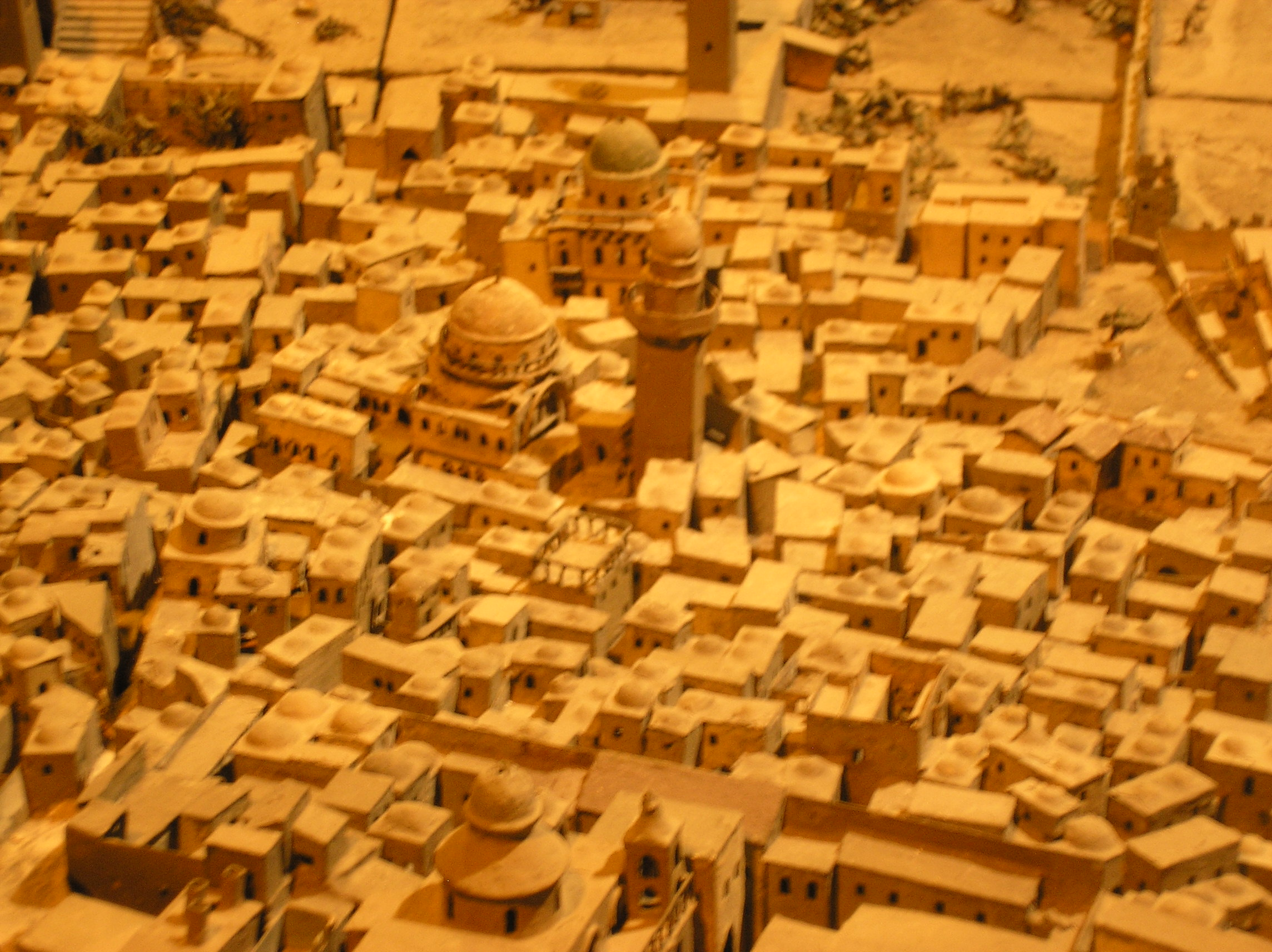
Relief d'Illès (maquette du quartier juif de Jérusalem) où les minarets sont d'une taille disproportionnée par rapport aux autres édifices religieux (églises, synagogues) (entre 1864 et 1873).

### XXesiècle

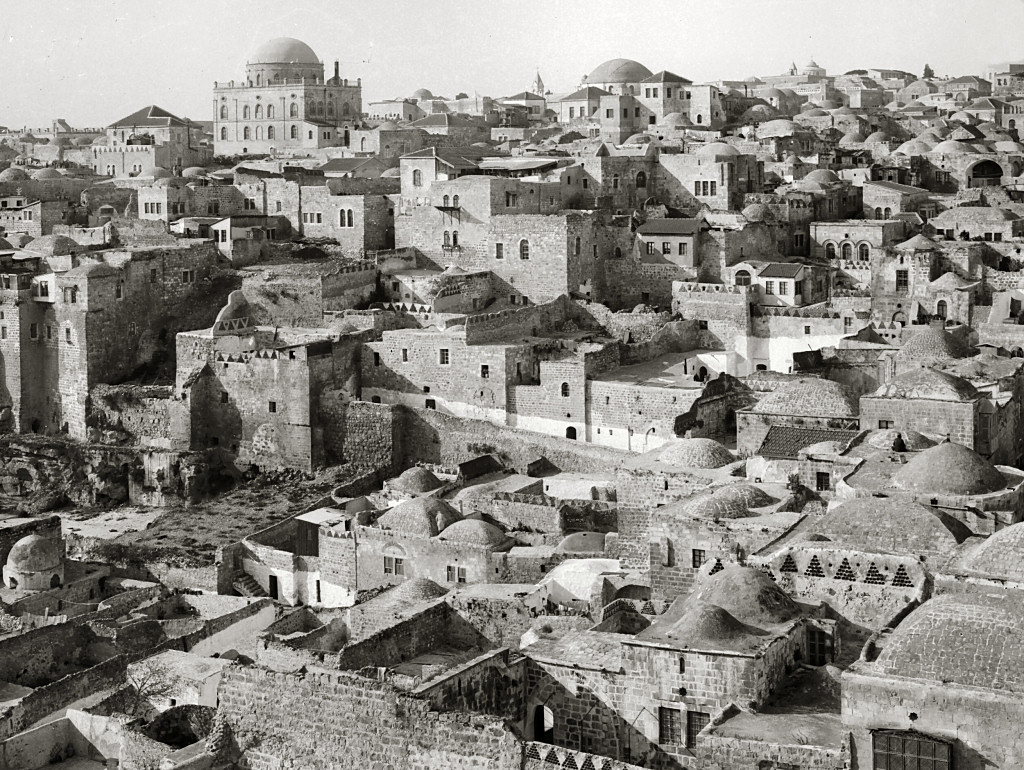
Quartier juif (vers 1920)

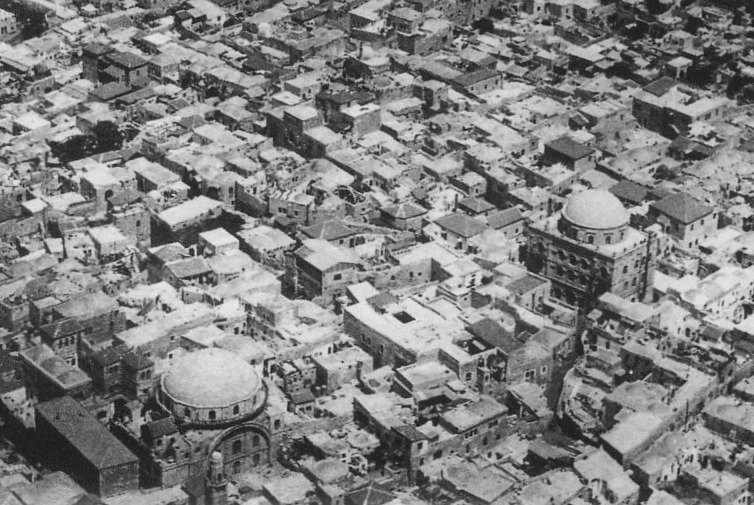
Vue du quartier juif en bas de la photographie. Au centre, figure une partie du quartier maghrébin détruit par l'armée israélienne en 1967 pour y construire le parvis du Kotel figurant à droite. Les deux grands dômes sont les synagogues Hurva et Tiferet Yisrael, toutes deux détruites en 1948 par la Légion arabe (1937)

Au cours de la guerre israélo-arabe de 1948-1949, en mai 1948, sa population de 2 000 Juifs fut assiégée et contrainte au départ en masse. Le quartier a alors été conquis par la Légion arabe et est ensuite annexé par le royaume hachémite de Jordanie au début de 1950 ; le quartier fait l'objet de saccages et d'anciennes synagogues y sont détruites.

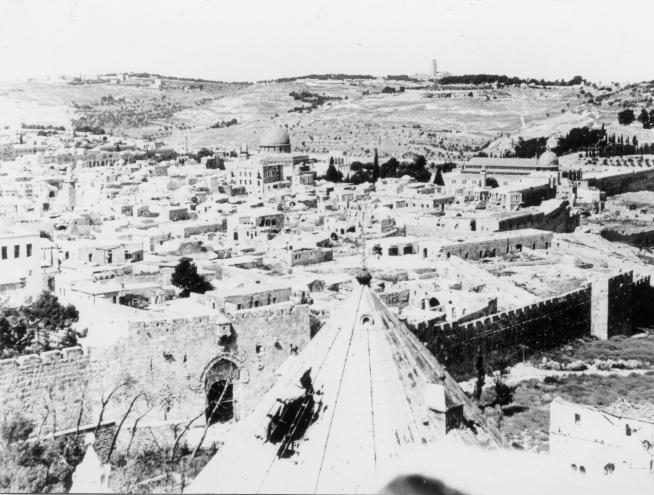
Vue du quartier juif (1948)

Le quartier juif est restauré après la guerre des Six Jours, la vieille ville étant conquise le 7 juin 1967 par les parachutistes israéliens (célébré lors de la journée de Jérusalem).
Sa population est aujourd'hui de plus de 5 000 personnes et des institutions destinées à l'éducation s'y sont notamment installées.
On accède au quartier par la porte de Sion ou par la porte des Maghrébins, ou encore par la porte de Jaffa, en coupant à travers le quartier arménien. Lorsqu'on parcourt l'enchevêtrement de ruelles du quartier, la première impression, par rapport à l'agitation du souk dans le quartier arabe, est celle d'un endroit calme et presque désert, mis à part des groupes en visites organisées et de militaires en patrouille. Du vendredi après-midi au samedi soir, c'est une ville figée selon le souhait des haredim : absolument tout est fermé, même les toilettes publiques, en respect du Shabbat.
La plupart des ruelles sont en fait des escaliers ou sont en pente très raide, car le quartier est à flanc de coteau, s'étageant sur le versant ouest de la vallée du Tyropœôn, avec un dénivelé de plusieurs dizaines de mètres entre la ville haute (alt. 770 m) et la ville basse (alt. 710 m au niveau de l'esplanade du Kotel).

## Le Kotel (הכותל =le mur)

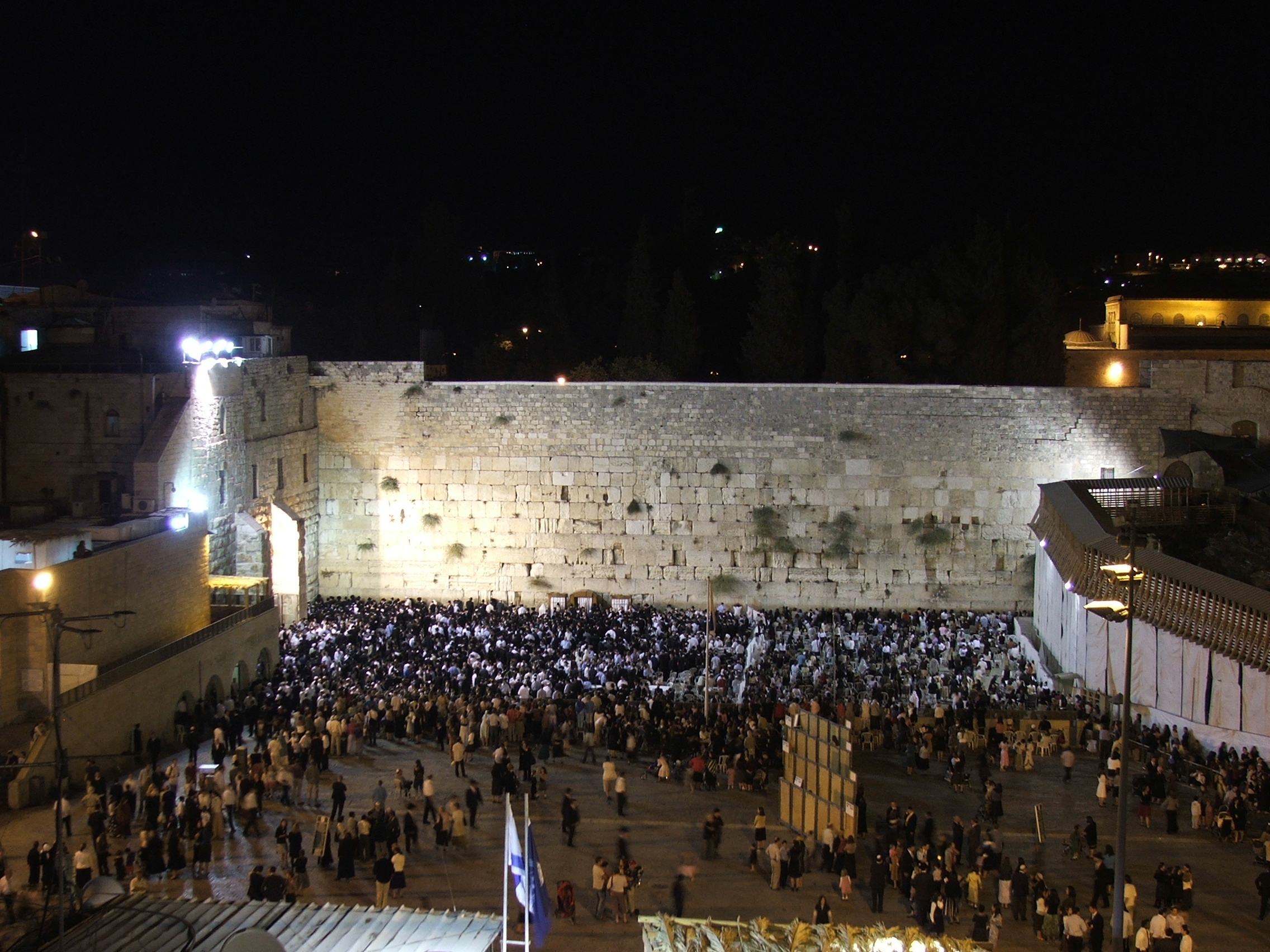
Le Kotel la nuit.

Le site incontournable du quartier est le Kotel ou « mur des Lamentations » devant lequel se trouve une grande esplanade vide, le Kotel Plaza, créée en juin 1967, en évacuant les habitants arabes qui y avaient des maisons, et qui sert depuis cette date de synagogue en plein air, orientée plein sud.
Il est de coutume d'écrire une prière sur un petit papier et de le glisser entre les pierres. Le lundi et le jeudi matin ont lieu les cérémonies de Bar Mitzvah et on y installe pour l'occasion de grands parasols. Les haredim quittent l'esplanade à reculons pour ne pas tourner le dos au lieu saint. Pour accéder au Kotel, il faut passer sous un portique de sécurité comme à l'aéroport.
Le vendredi soir règne une grande animation, les étudiants des yeshivot descendent tous ensemble au Kotel en chantant. Il y a également des prières au milieu de la nuit (Tikkun Chatzot : lamentations sur la destruction du Temple).
Dominant le Kotel, sur le chemin de la 'Hourba, une vitrine abrite une menorah, réplique de celle qui ornait le Temple de l'Antiquité.

## La 'Hourba (החורבה =la ruine)
La grande arche de pierre de la Hourba, construite après la guerre des Six Jours de 1967, a été pendant plusieurs décennies l'un des lieux emblématiques du quartier. Mais elle n'existe plus aujourd'hui. Elle a été démontée en 2006 pour permettre les travaux de reconstruction de la « synagogue Hourba, détruite sous l'occupation jordanienne et réinaugurée le 15 mars 2010.

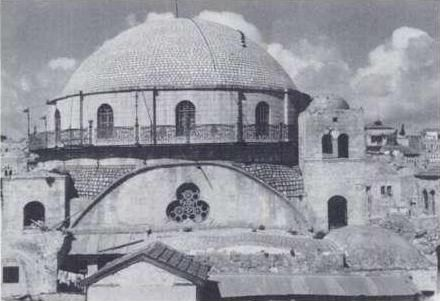
Synagogue 'Hourba (avant 1948)
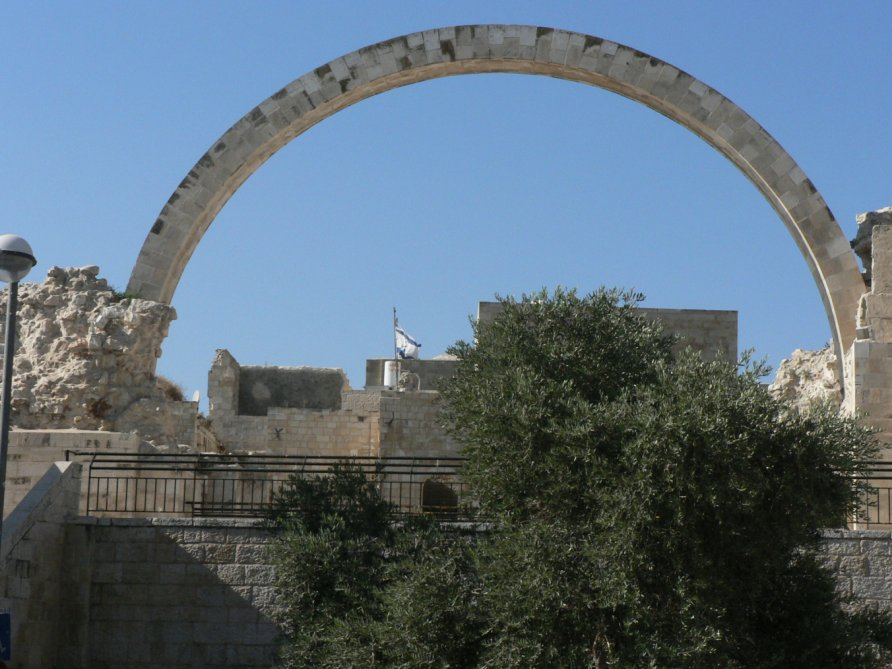
Arche de la synagogue 'Hourba (construite en 1977)
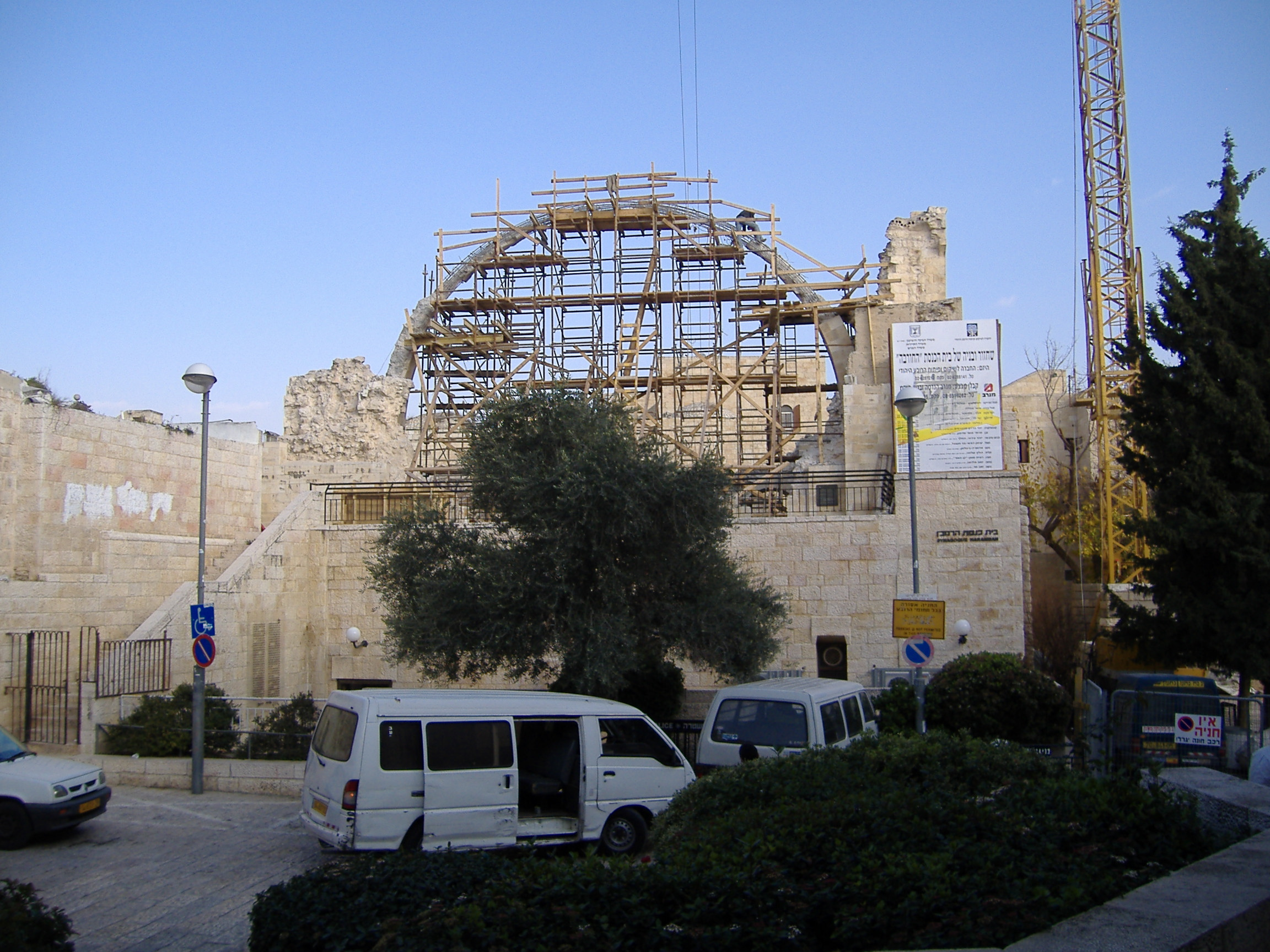
Démontage de l'arche (6 janvier 2006)
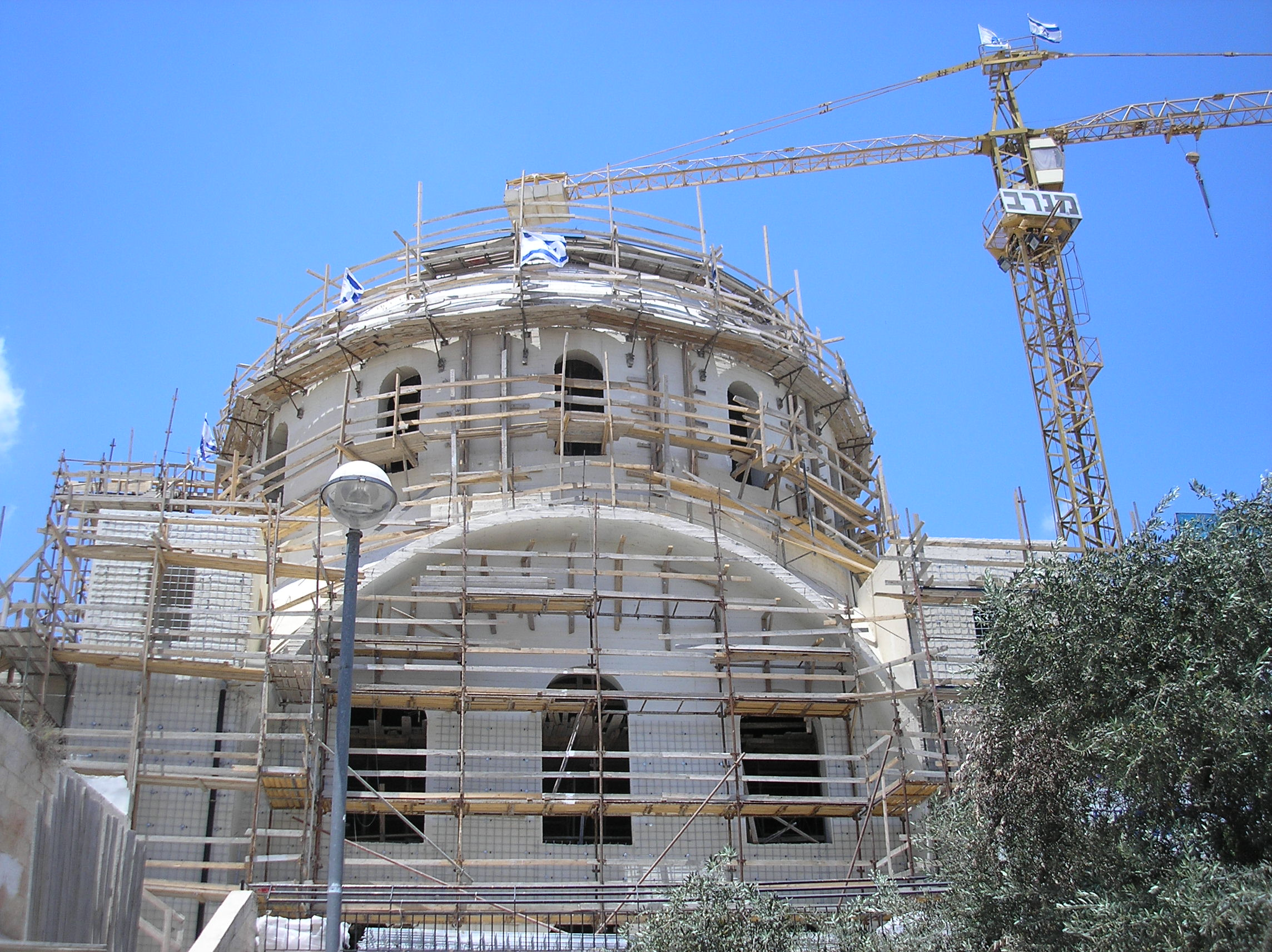
Synagogue en cours de reconstruction (été 2008)
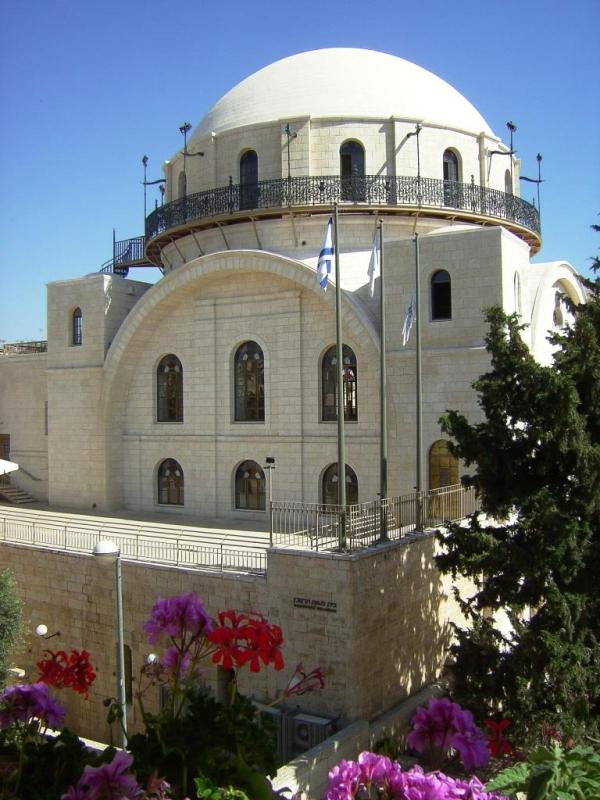
Synagogue reconstruite achevée

## Divers
Juste à côté de la Hourva, en contrebas, est située la synagogue Ramban.
Il se trouve d'autres synagogues dans le quartier, en particulier le groupe des quatre synagogues séfarades qu'il est possible de visiter (entrée payante). Dans une vitrine sont exposés un Shophar et une fiole d'huile destinés à être utilisés lors de la venue du Messie.
On trouve également dans ce quartier des yéshivot, ainsi que des vestiges archéologiques, tels que le Cardo maximus, qui était la rue principale nord-sud à l'époque romaine, ou le « mur large », vestige de l'une des murailles successives de la ville, ainsi que de petits musées. Sur la place Batei Mahase (בתי מחסה = hospices), devant les arcades de la maison Rothschild (1871), on peut voir des vestiges de colonnes monumentales de provenance indéterminée datant de l'époque romaine, dont on a calculé qu'elles faisaient environ 10 mètres de haut, et les inscriptions qui y figurent révèlent qu'elles faisaient partie d'une colonnade d'au moins quatre colonnes.

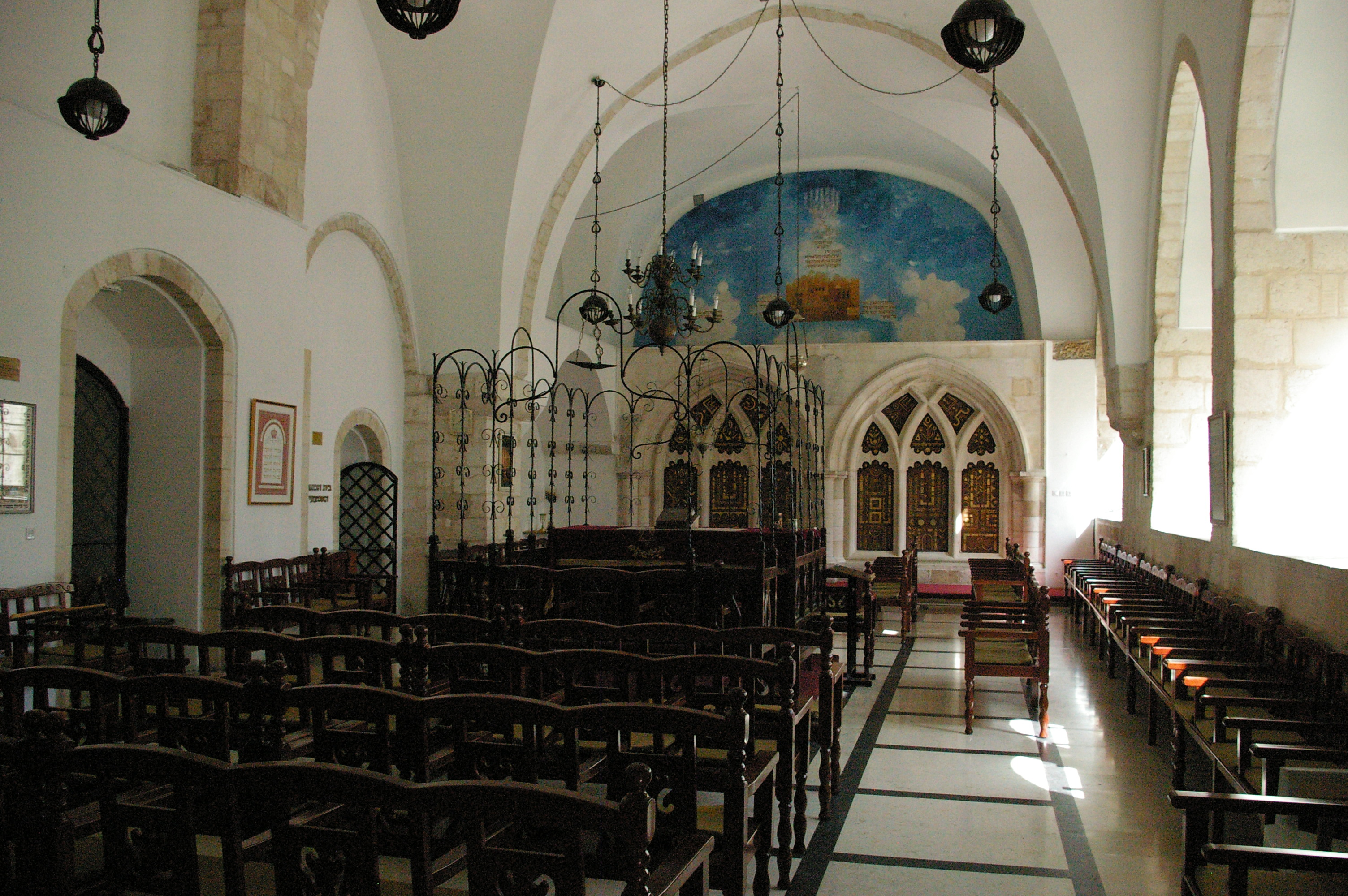
Synagogue ben Zakkaï, l'une des quatre synagogues séfarades
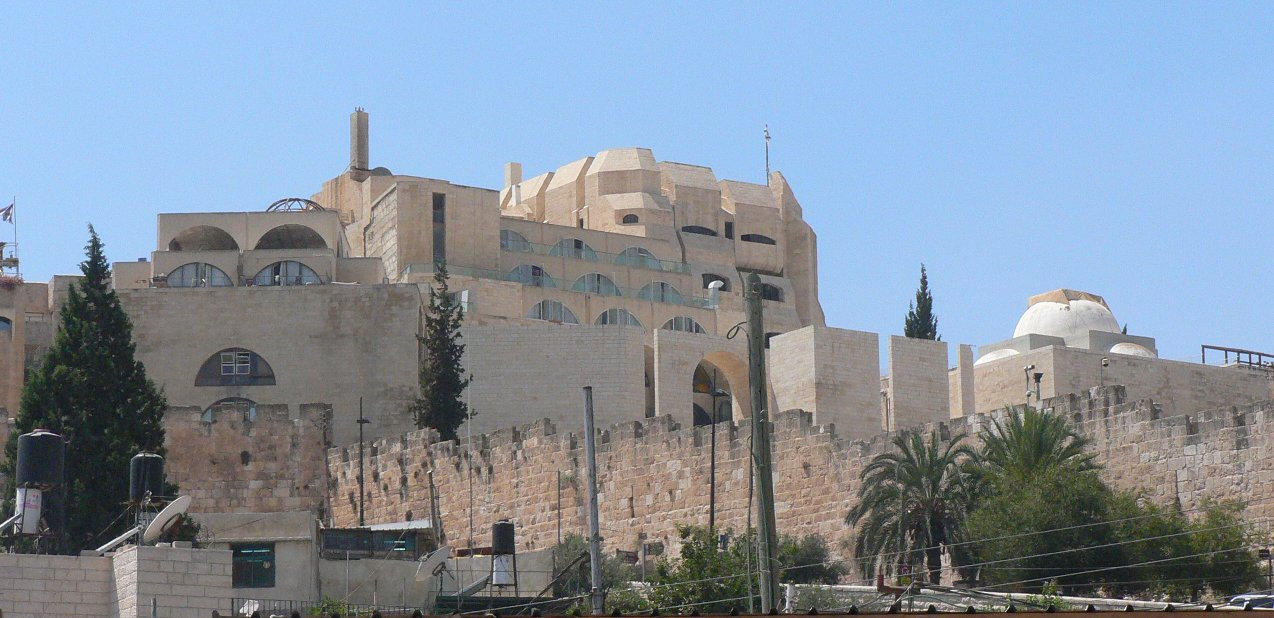
Yeshiva du Kotel est très imposante, semblable à une forteresse…
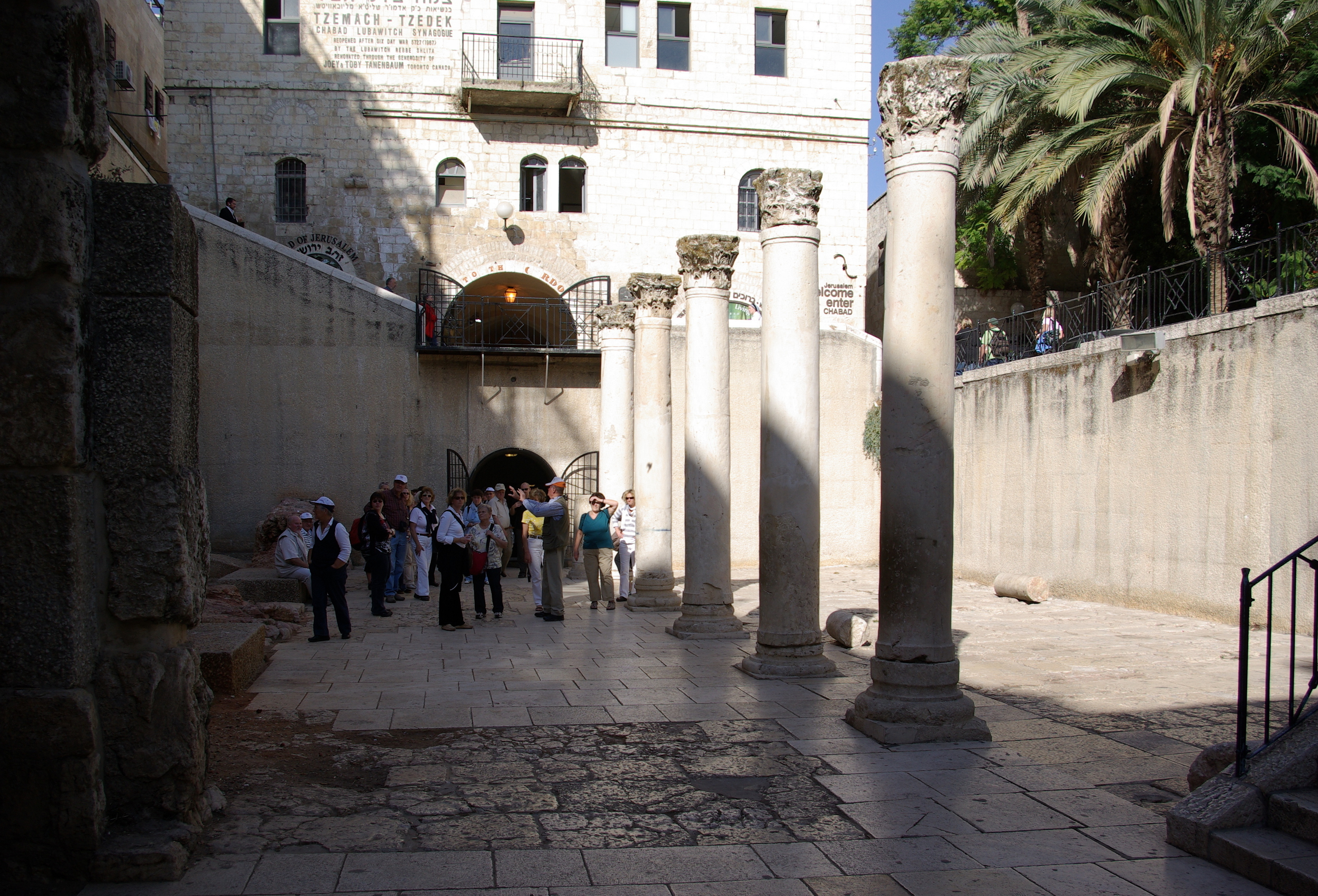
Cardo maximus dont il subsiste une colonnade
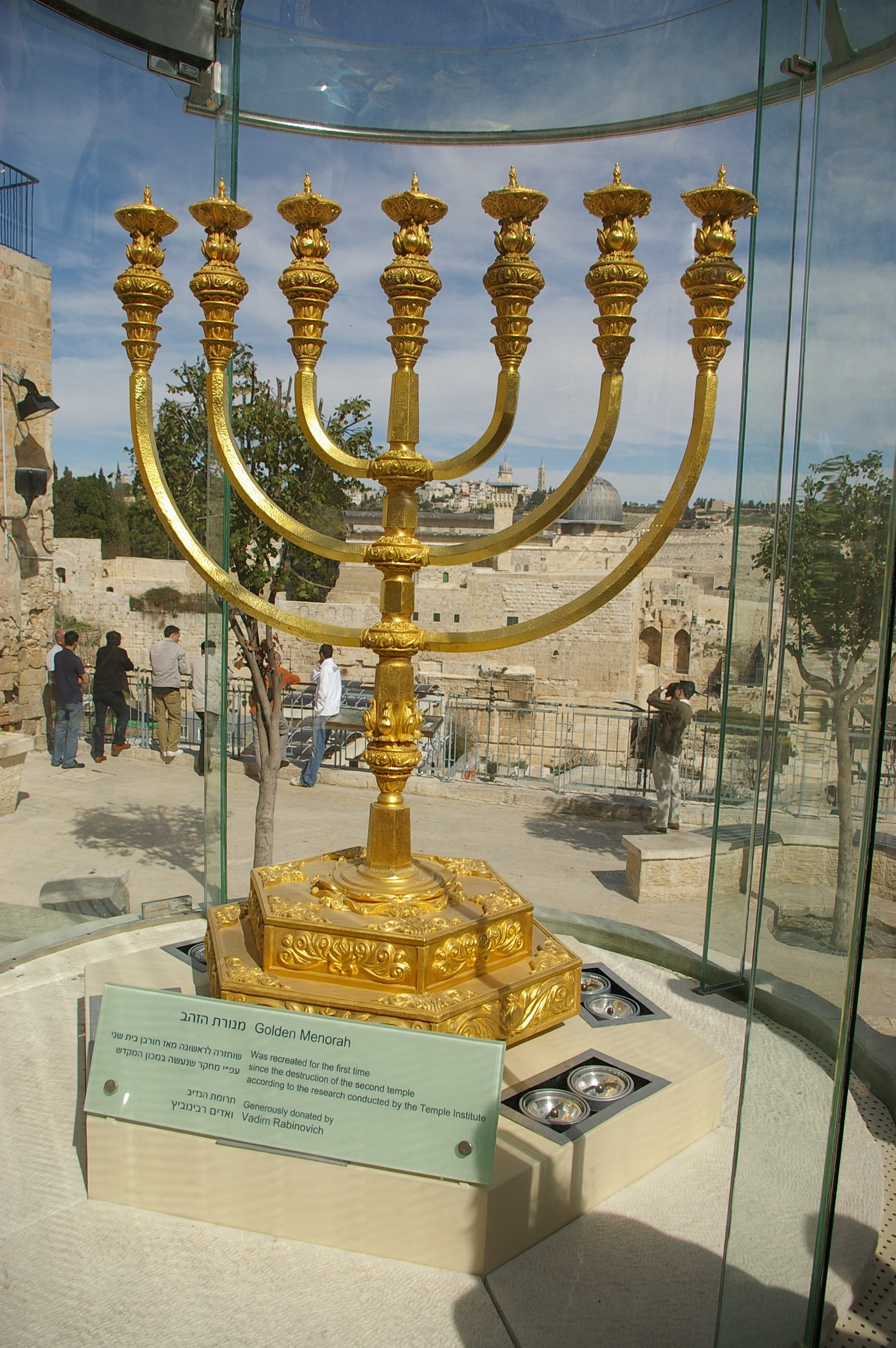
Réplique de la Menorah du temple exposée face au Kotel
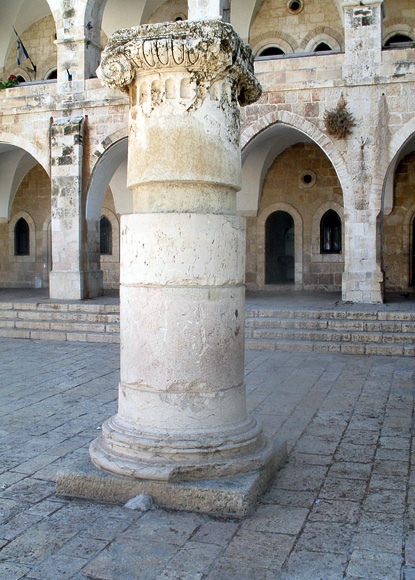
Colonne monumentale sur la place Batei Mahase
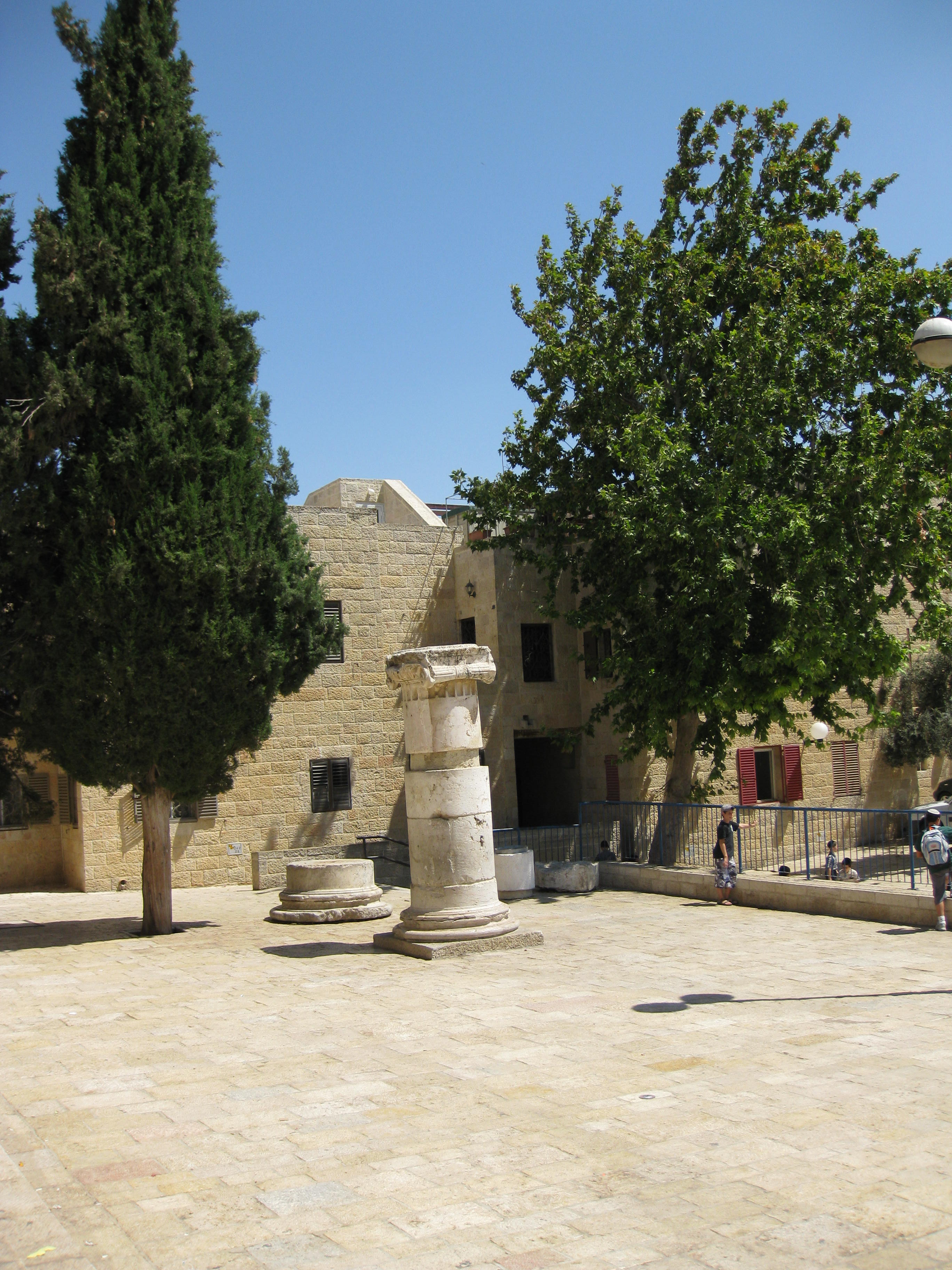
Place Batei Mahase
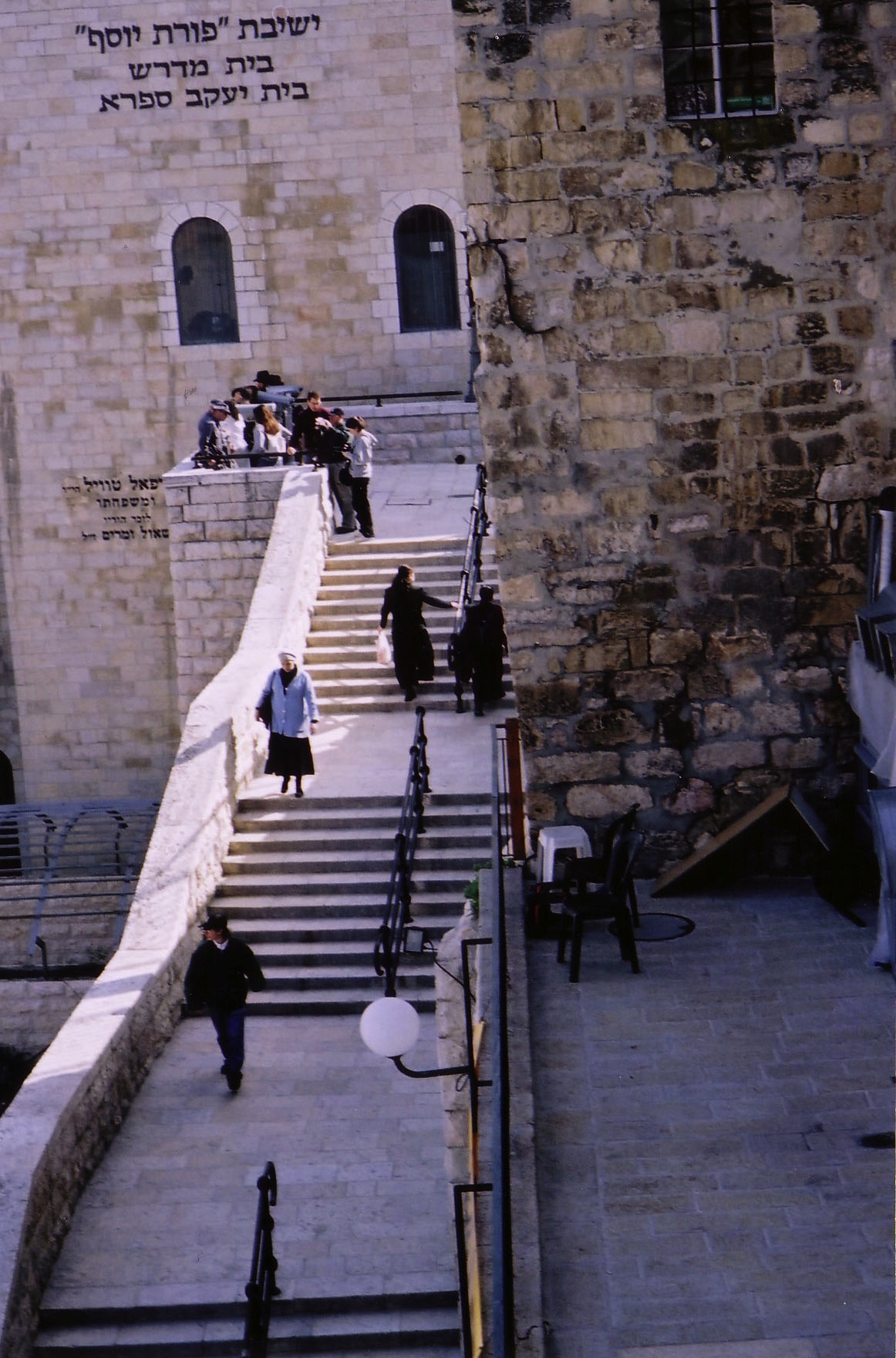
Nombreux escaliers du quartier juif

## Parcours de visite

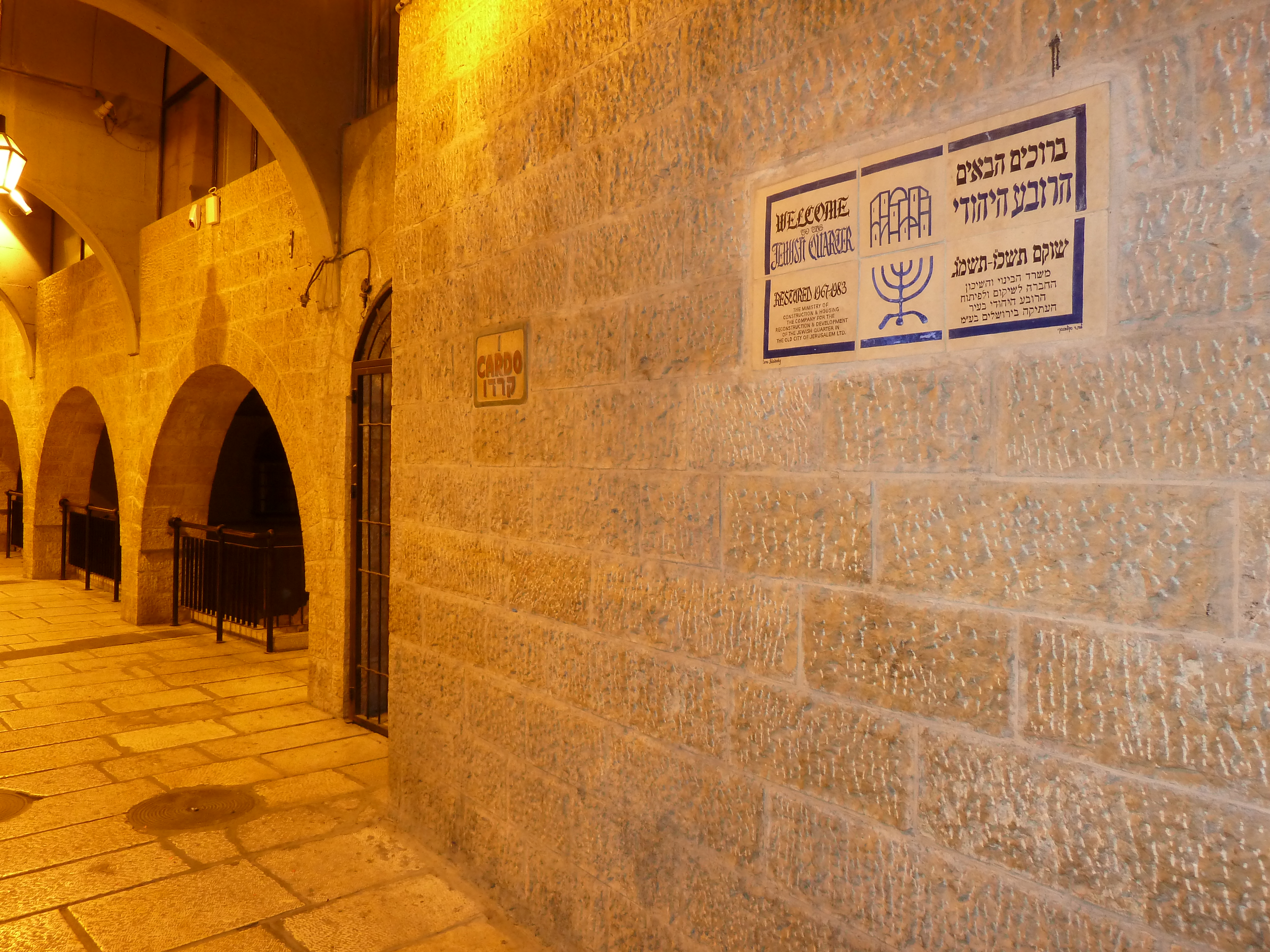
Point de départ du circuit de visite fléché (סיורובע).

La visite des sites majeurs du quartier peut s'effectuer aisément en suivant les flèches marquées « סיורובע » (ce qui signifie « visite du quartier »). À chaque étape est apposée une plaque (Ces plaques en céramique ont été réalisées par l'artiste israélienne Lorna Sakalovsky) :
Le parcours débute à l'entrée du Cardo, juste à la limite entre les quartiers arabe et juif avec une plaque en céramique de Lorna Sakalovsky ornée d'une menorah et d'une représentation stylisée des bâtiments du quartier, portant l'inscription en anglais et en hébreu : « Welcome to the Jewish quarter 
Restored 1967-1983
The ministry of construction & housing the company for the reconstruction & development of the Jewish quarter in the old city of Jerusalem Ltd. »
1. Cardo (cœur) : voie principale de la ville à l'époque romaine.
2. Sephardi synagogues : les quatre synagogues séfarades.
3. Batey Mahase Square : anciens hospices et maison de la famille Rothschild.
4. Nea church : église de la Vierge ou église Sainte-Marie-la-Neuve, vestiges archéologiques d'une immense basilique de plus de 100 mètres de long, construite par l'empereur Justinien en 543 apr. J.-C. Ceux-ci se trouvent dans la cour d'une école religieuse au sud de la place Batey Mahase.
5. War memorial : mémorial de la guerre d’indépendance de 1948.
6. Synagogue Ramban : deuxième plus vieille synagogue encore ouverte de la ville.
7. Synagogue Hourva : synagogue ashkénaze reconstruite et inaugurée en mars 2010.
8. The broad wall (en) : ancien mur fortifié du VIIe siècle av. J.-C. ou VIIIe siècle av. J.-C.
9. Israelite yower (en) : site archéologique proche du broad wall, où s'élèvent plusieurs tours.
10. Residential area herodian dynastic period : Musée archéologique Wohl, vestiges d'habitations juives de l'époque d'Hérode le Grand.
11. Tiferet israel : synagogue en ruines détruite par les Jordaniens en 1948.
12. Karaite synagogue : synagogue juive karaïte.
13. HaBait HaSaruf : maison brulée par les Romains en 70 apr. J.-C.
14. Crusaders' bazaar : ancien marché couvert des croisés (rangées d'arcades en pierre).
15. German hospis : ruines d'un hôpital et d'une église teutonique (Sainte-Marie-des-Germains).
16. Kotel square : Place du Mur occidental (Mur des lamentations).

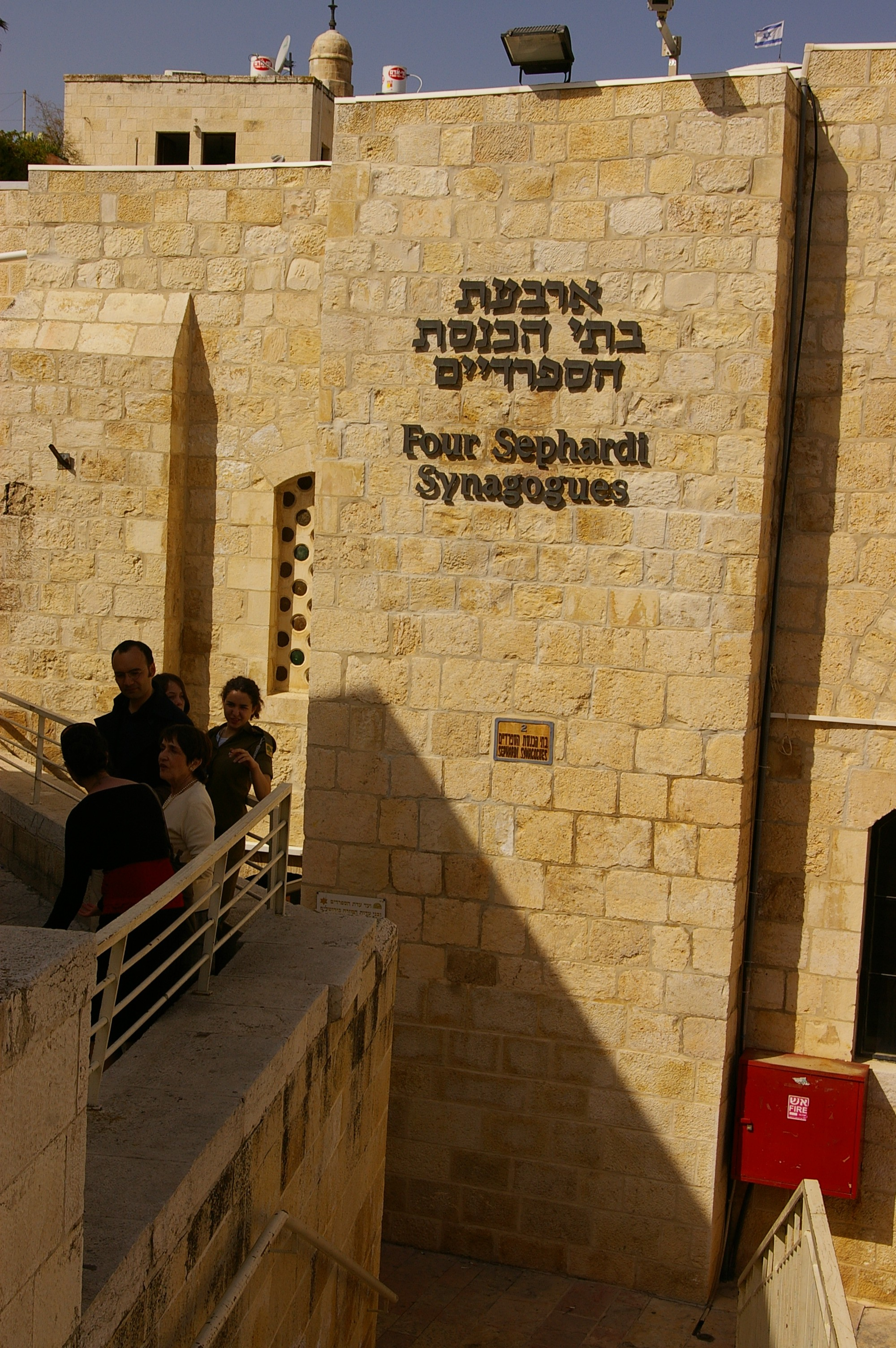
Sur la façade des 4 synagogues séfarades, la plaque no 2 Sephardi synagogues (בתי הכנסת הספרדיים).
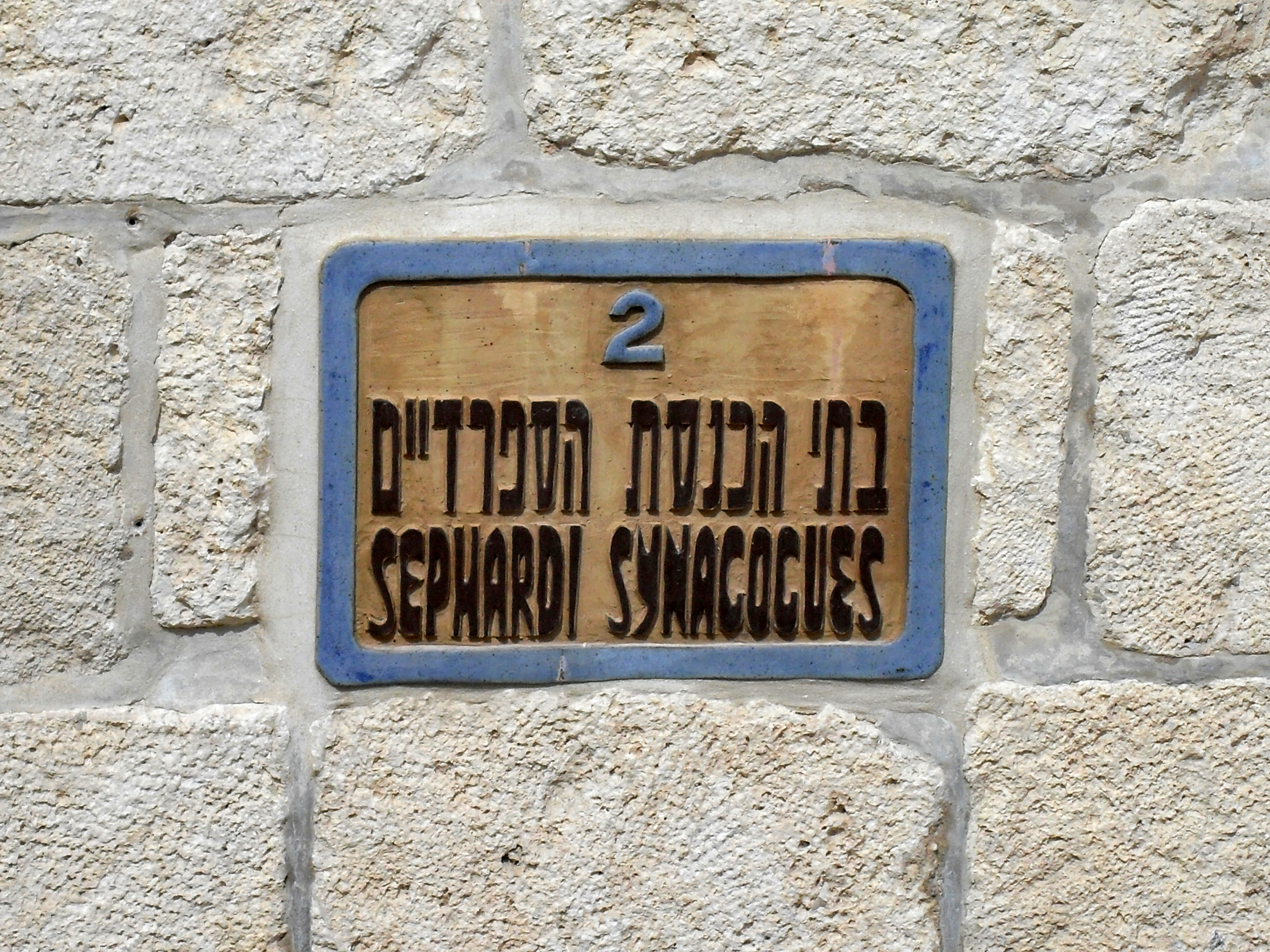
Détails de la plaque no 2.
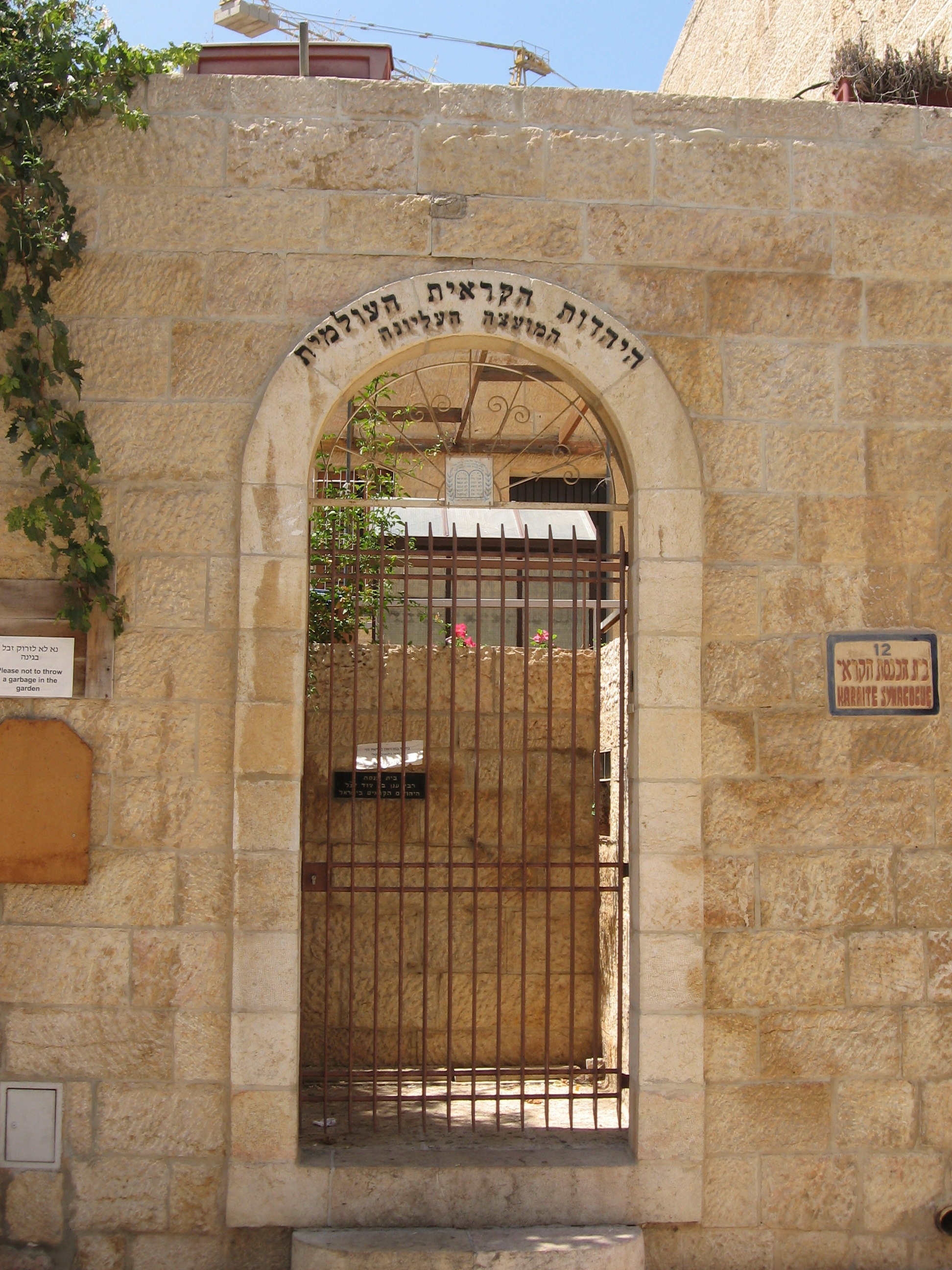
À droite de la porte, la plaque no 12 : Karaite synagogue (בית הכנסת קראי).
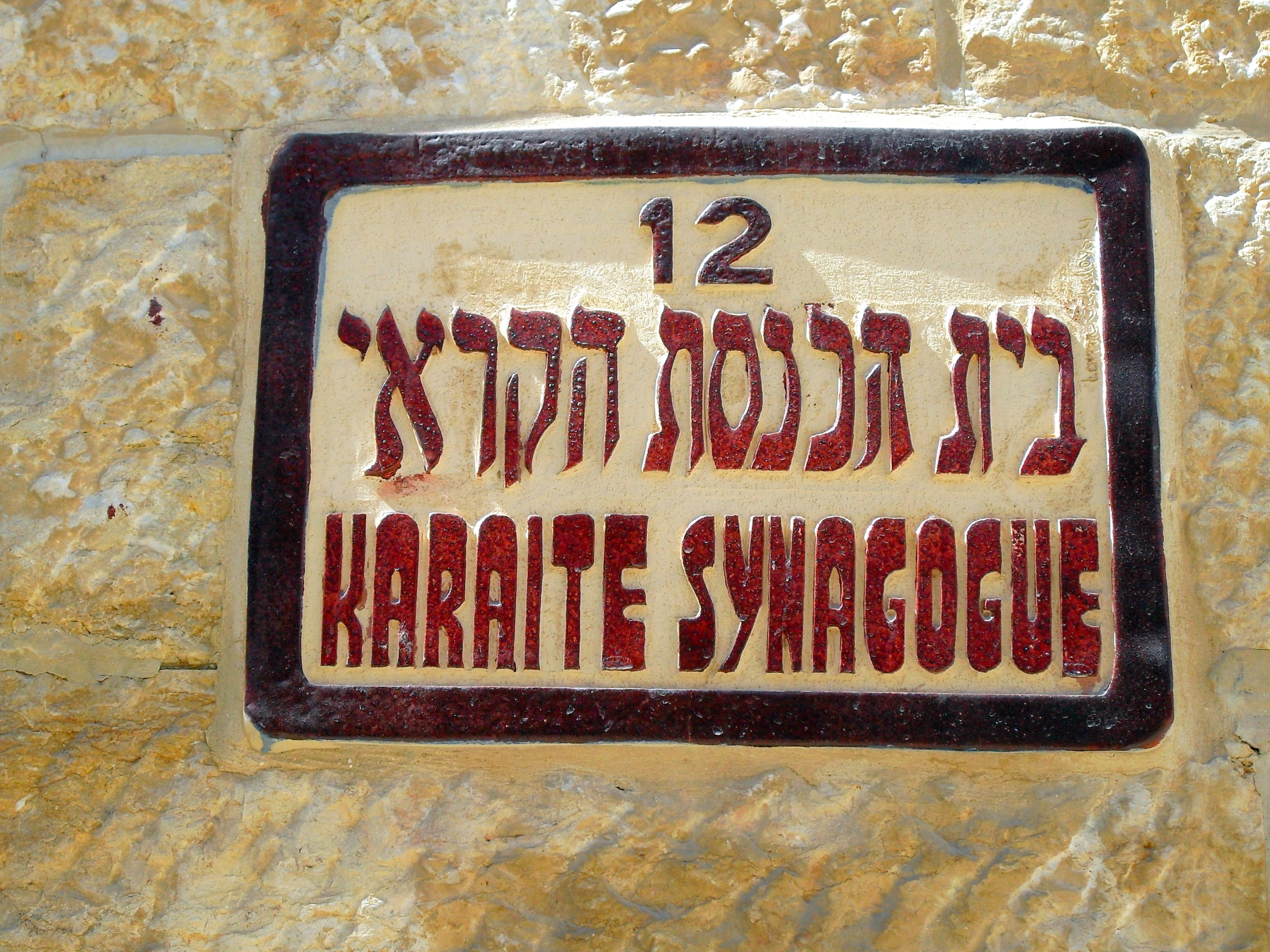
Détails de la plaque no 12.